# Wies (Buchbach)

Wies 1, Giebelseite, 2023

Wies ist ein Gemeindeteil der Gemeinde Buchbach im oberbayerischen Landkreis Mühldorf am Inn.

## Lage
Die Einöde Wies liegt 3,7 Kilometer südöstlich von Buchbach in der Gemarkung Ranoldsberg am Wieser Graben, der in den Walkersaicher Mühlbach mündet.

## Bevölkerungsentwicklung
Um 1871 gab es in Wies 10 Einwohner. Im Mai 1987 lebten dort fünf Einwohner in einem Wohngebäuden.
| Jahr      | 1871 | 1925 | 1950 | 1970 | 1987 |
| Einwohner | 10   | 9    | 8    | 9    | 5    |